# Sinadoxa corydalifolia
Sinadoxa corydalifolia är en desmeknoppsväxtart som beskrevs av C.Y. Wu, Z.L. Wu och R.F. Huang. Sinadoxa corydalifolia ingår i släktet Sinadoxa och familjen desmeknoppsväxter. Inga underarter finns listade i Catalogue of Life.